# جورج وينسلو (لاعب كرة قدم أمريكية)
جورج وينسلو (بالإنجليزية: George Winslow)‏ هو لاعب كرة قدم أمريكية أمريكي، ولد في 28 يوليو 1963 في فيلادلفيا في الولايات المتحدة.

## وصلات خارجية
- جورج وينسلو على موقع مرجع كرة القدم المحترفة.كوم (الإنجليزية)